# Мутизм
Мутизм (лат. mutus – німий, безголосий) – стан у психіатрії і неврології, коли хворий не відповідає на запитання й навіть знаками не дає зрозуміти, що він згоден вступити в контакт з навколишніми людьми. Є симптомом психомоторного розладу, може виникнути після струсу і забиття мозку, важкої психічної травми, пожежі, загибелі близьких, як один з пізніх проявів синдромокомплекса «СНІД – деменція» тощо. За мутизму у пацієнта немає ні мови у відповідь, ні самостійних спонтанних висловлювань. При цьому здатність розмовляти і розуміти чужу мову зберігається. Не слід плутати з селективним мутизмом.
Може перетікати в логофобію та заїкання.
Особливості догляду за хворими на мутизм полягають у тому, що медсестра має підтримувати постійне спілкування з такими пацієнтами, використовуючи і міміку, і письмо, і жестикуляцію. Такі бесіди у поєднанні із засобами, що стимулюють діяльність нервової системи, є вельми корисними й повністю знімають глухоту і німоту.
Для лікування мутизму за призначенням лікаря застосовують метод розторможування. Через 3-5 хвилин після ін'єкції 1 мл 10 % розчину кофеїну хворому внутрішньовенно дуже повільно (1 мл/хв) вводять розчин аміталнатрію до появи стану легкого сп'яніння. Як правило, достатньо однієї процедури. Щоб довершити процес, медсестра має кілька разів протягом дня лікування змушувати хворого відповідати на питання і вступати з нею у бесіду.